# Полсак, Удомпорн
Удомпорн Полсак (тайск. อุดมพร พลศักดิ์,6 октября 1981 года, Накхонратчасима, Таиланд) — тайская штангистка, олимпийская чемпионка.
Удомпорн Полсак родилась в 1981 году в городе Накхонратчасима (Северо-Восточный Таиланд), получила образование в колледже Бангкока. На Азиатских играх 2002 года она завоевала серебро, на Играх Юго-Восточной Азии 2003 года — золото.
На чемпионате мира по тяжёлой атлетике 2003 года в Ванкувере она завоевала два золота — в рывке (100 кг) и в сумме (222,5 кг). После этого успеха она была признана Спортсменом 2003 года в Таиланде.
На Олимпиаде в Афинах в 2004 году она стала первой таиландской женщиной — олимпийской чемпионкой (97,5 кг в рывке и 222,5 кг в сумме).